# Tyler Reed
Tyler Reed (ur. 19 sierpnia 1988) – amerykański pływak, specjalizujący się głównie w stylu dowolnym.
Mistrz świata na krótkim basenie ze Stambułu (2012) w sztafecie 4 × 100 m stylem dowolnym.